# Hebeloma cylindrosporum
Hebeloma cylindrosporum là một loài nấm ở Hymenogastraceae.